# Quadricalcarifera scensus
Quadricalcarifera scensus är en fjärilsart som beskrevs av Alexander Schintlmeister 1997. Quadricalcarifera scensus ingår i släktet Quadricalcarifera och familjen tandspinnare. Inga underarter finns listade.